# Nick Hodgson
Nicholas David James Hodgson (født d. 20. oktober 1977) er trommeslager, sangskriver og synger kor i det engelske band Kaiser Chiefs.
Sammen med Simon Rix og Nick 'Peanut' Baines gik han på St. Mary's School. Senere hen gik han på Trinity & All Saints University College i Horsforth, Leeds, hvor han studerede geografi. Senere hen mødte han Ricky Wilson og Andrew 'Whitey' White på en bar i Leeds, hvor de blev venner. Sammen lavede de bandet Runston Parva, der blev til Parva, der gik videre til at blive Kaiser Chiefs.

## Trivia
Nick gik på samme skole som Sean Conlon fra bandet Five.
Nick spiller på Brady trommer.
Han spiller også guitar, bas, fløjte og klaver.
Han spillede trommer sammen med Franz Ferdinand og en masse andre trommeslagere på Reading Festival i 2006, som en del af sangen "Outsiders".
Nick synger "Remember You're A Girl" og "Boxing Champ".